# Villa Domínguez
Villa Domínguez é um município da província de Entre Ríos, na Argentina.